# Jachniwci
Jachniwci (ukr. Яхнівці) – wieś na Ukrainie, w obwodzie chmielnickim, w rejonie wołoczyskim. W 2001 roku liczyła 849 mieszkańców.
Pierwsza wzmianka o miejscowości pochodzi z 1845 roku. W czasach radzieckich we wsi znajdowała się siedziba kołchozu „Łeninśkyj szlach”. 